# Légende du roi Alfred III de Mercie
Pour les articles homonymes, voir Alfred.

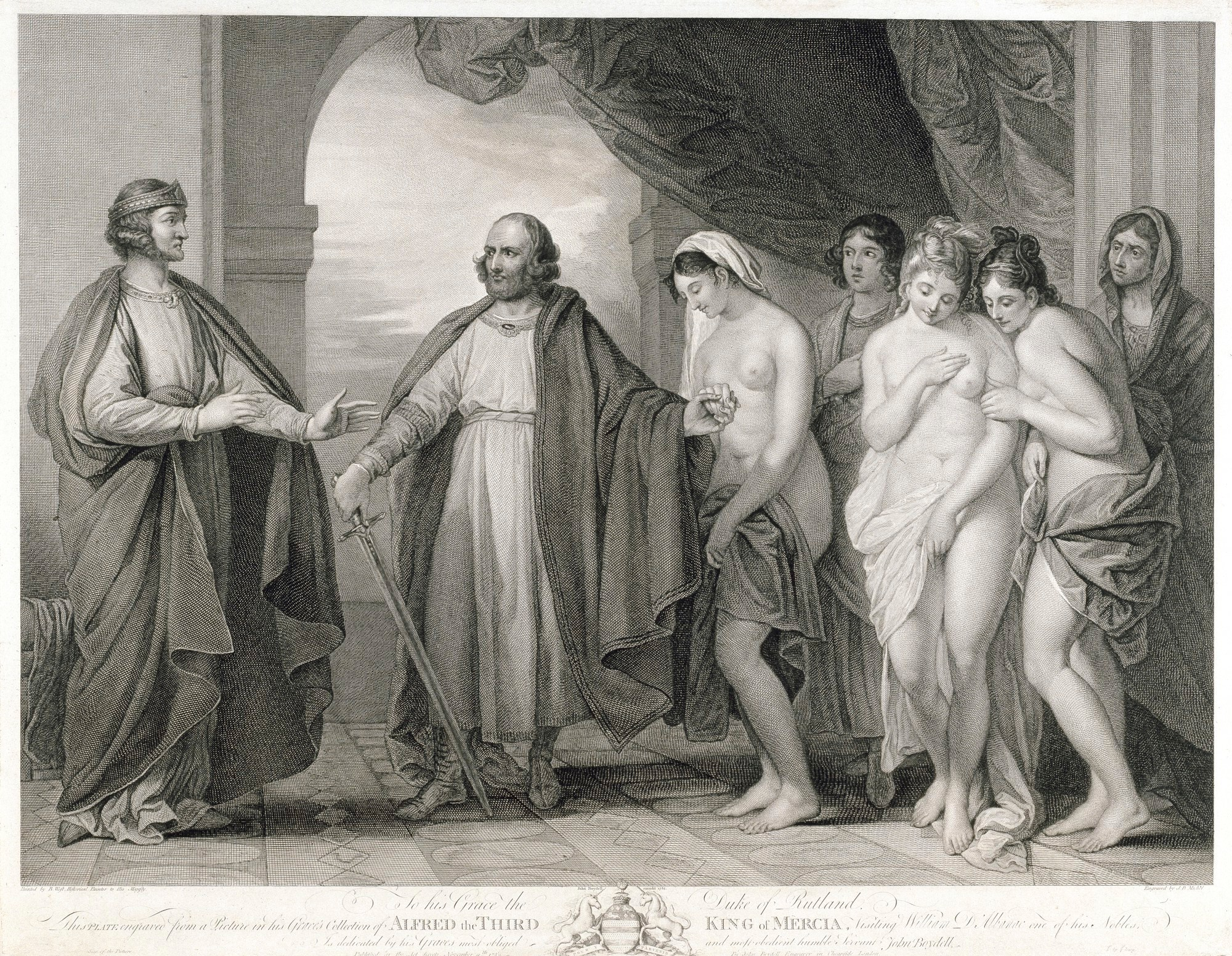
La Visite d'Alfred III, roi de Mercie, à Guillaume d'Albanac, gravure par d'après Benjamin West (1782).

La légende du roi Alfred III de Mercie, est un récit légendaire anglais inventé au Moyen Âge. Son iconographie a fait l'objet de débats parmi les historiens de l'art.

## Récit
Le récit se déroule dans le royaume de Mercie en 734, sous le règne du roi Alfred III de Mercie (d). Ce dernier rendit visite à son vassal Guillaume d'Albanac, dont le château se trouvait près de Grantham. Guillaume, ayant compris que le roi convoitait l'une ou l'autre de ses trois filles, craignait que celle-ci subisse le sort déshonorant d'une simple concubine.
Il attendit donc le matin et se rendit au chevet du roi, armé d'une épée et tenant par la main sa fille aîné Adeline, toute nue. Les autres filles de Guillaume, Etheldrède et Maude, également dévêtues, étaient quant à elles escortées par la femme et le fils du seigneur. Guillaume d'Albanac demanda alors au roi de choisir l'une de ses filles pour épouse, en précisant qu'il préférerait les tuer de ses propres mains plutôt que de les laisser devenir ses maîtresses.
Le choix du roi se porta sur Etheldrède, qui se distinguait par ses fesses charnues. Ainsi devenue reine, Etheldrède donna plus tard naissance à Alured, roi de toute l'Angleterre.

## Source et contexte

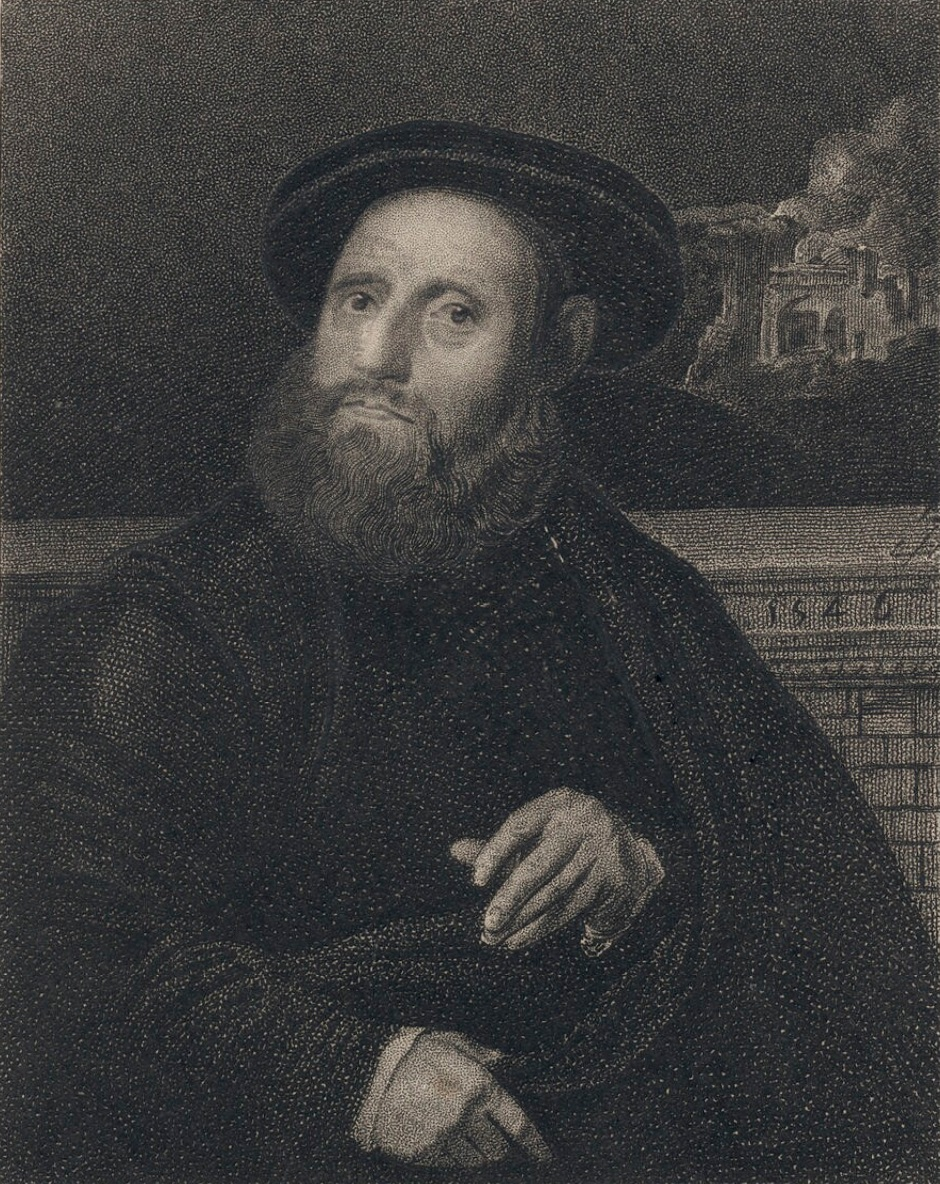
Portrait de John Leland gravé en 1823 par, prétendument d'après un original d'Holbein.

La légende d'Alfred III a été rapportée vers 1540 par l'historien John Leland, qui l'avait lue dans un « vieux livre » appartenant à Thomas Manners, comte de Rutland, et qui la considérait déjà comme un simple « mensonge ».
Le roi Alfred III n'a en effet jamais existé. En 734, c'est Æthelbald qui régnait sur le royaume de Mercie.
Il s'agit très certainement d'une légende familiale visant à relier les ancêtres du comte de Rutland, pourtant d'origine normande, aux anciens rois anglo-saxons d'avant la conquête normande. Guillaume d'Albanac, dont le nom rappelle celui du mythique Albanactus, serait ainsi présenté comme l'ancêtre de Guillaume d'Aubigné, qui possédait en effet le château de Belvoir, près de Grantham. Guillaume d'Aubigné est le trisaïeul d'Isabelle d'Aubigny (vers 1233-1301), épouse de Robert de Ros (en), dont est issue la lignée des barons de Ros, devenus comtes de Rutland au XVIe siècle.

## Iconographie
Charles Manners, 4e duc de Rutland a commandé au peintre Benjamin West un tableau basé sur ce récit et centré sur son ancêtre légendaire. Cette toile, détruite lors de l'incendie de château de Belvoir, le 26 octobre 1816, est connue par une gravure de Jean-Baptiste Michel (d) éditée par John Boydell en 1782. Cette œuvre contribue à la redécouverte de la légende, qui fait l'objet, dès l'année suivante, d'une anecdote publiée par l'écrivain français Baculard d'Arnaud. Ce dernier remplace toutefois le personnage mythique d'Alfred III de Mercie par un authentique roi anglo-saxon du IXe siècle, Alfred le Grand, et Ethledrède par Ealhswith. Les filles du seigneur d'Albanac n'y sont pas nues mais vêtues d'habits de deuil.
Dans la seconde moitié du XIXe siècle et au début du XXe siècle, les historiens de l'art Johann David Passavant, Christian Schuchardt (en), Émile Molinier et Paul Durrieu, suivis par Amédée Boinet (d), ont proposé de rattacher à la légende d'Alfred III tout un ensemble iconographique des XVe siècle et XVIe siècle censé illustrer le mythe du Jugement de Pâris. Selon Molinier, la légende serait justement née d'une mauvaise interprétation d'une représentation de ce mythe antique et aussi, d'après Salomon Reinach, de celui des Trois Grâces.
Relevant la présence de ce thème profane à proximité d'images mariales aussi bien dans des livres d'heures que sur des reliefs, Molinier et Durrieu y ont vu une allégorie christianisée de la chasteté de la Vierge.
Les hypothèses de Molinier ont été contestées dès 1893 par Adrien Blanchet. Selon Marc Rosenberg (d) et Waldemar Deonna, les interprétations de Molinier et Durrieu sont erronées car fondées sur des détails non concluants : le fait que l'homme soit représenté armé, et non comme un simple berger, et que les trois femmes, introduites par un autre homme, apparaissent pendant son sommeil. Ces éléments sont attestés dans l'iconographie médiévale et moderne du Jugement de Pâris, notamment sous l'influence du Roman de Troie de Benoît de Sainte-Maure, dans lequel Pâris voit Mercure et les trois déesses lui apparaître en songe après qu'il s'est endormi près d'une fontaine à l'issue d'une partie de chasse.

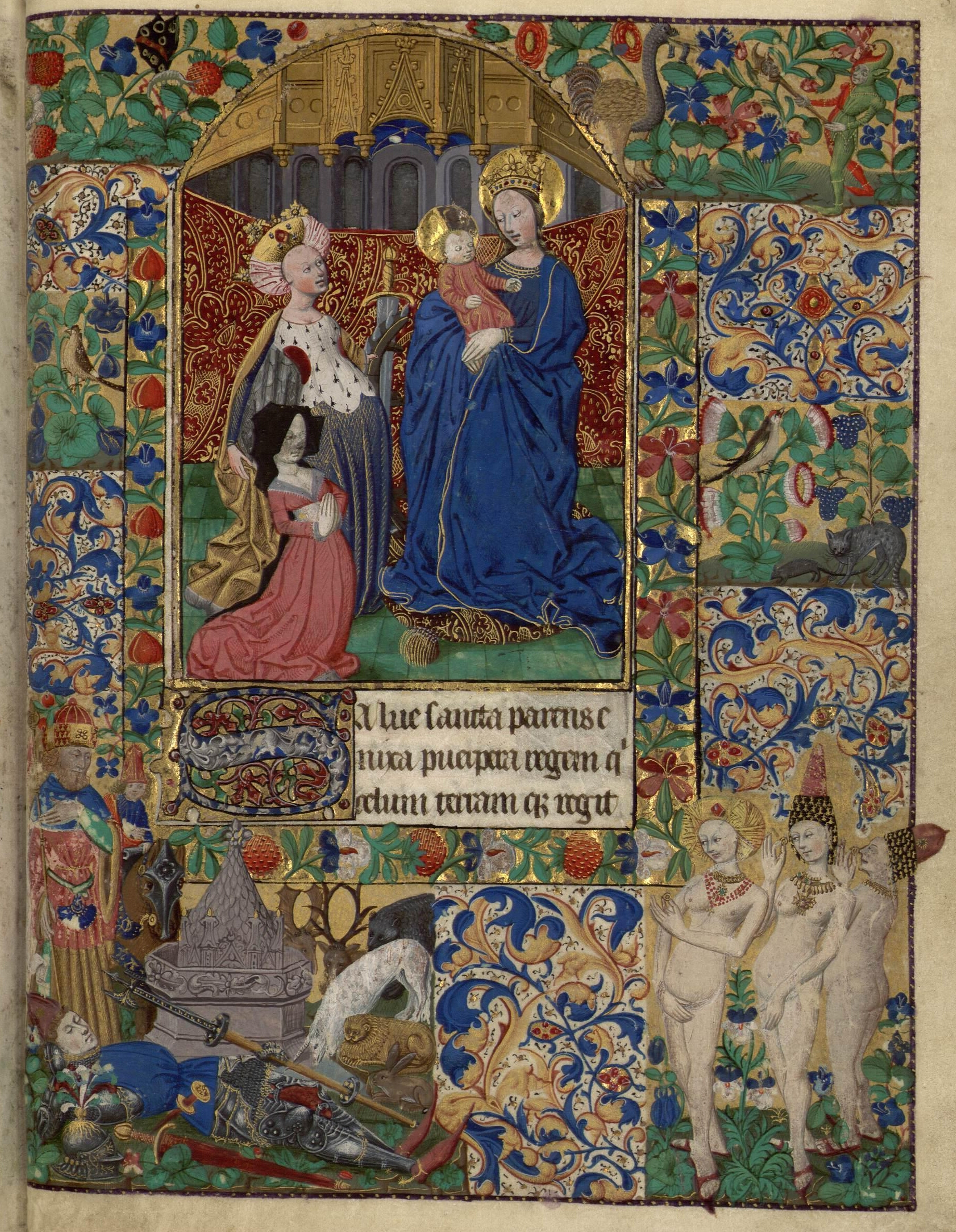
Atelier du Maître de l'Échevinage de Rouen, Jugement de Pâris, enluminure d'un livre d'heures, seconde moitié du XVe siècle, Bibliothèque Méjanes
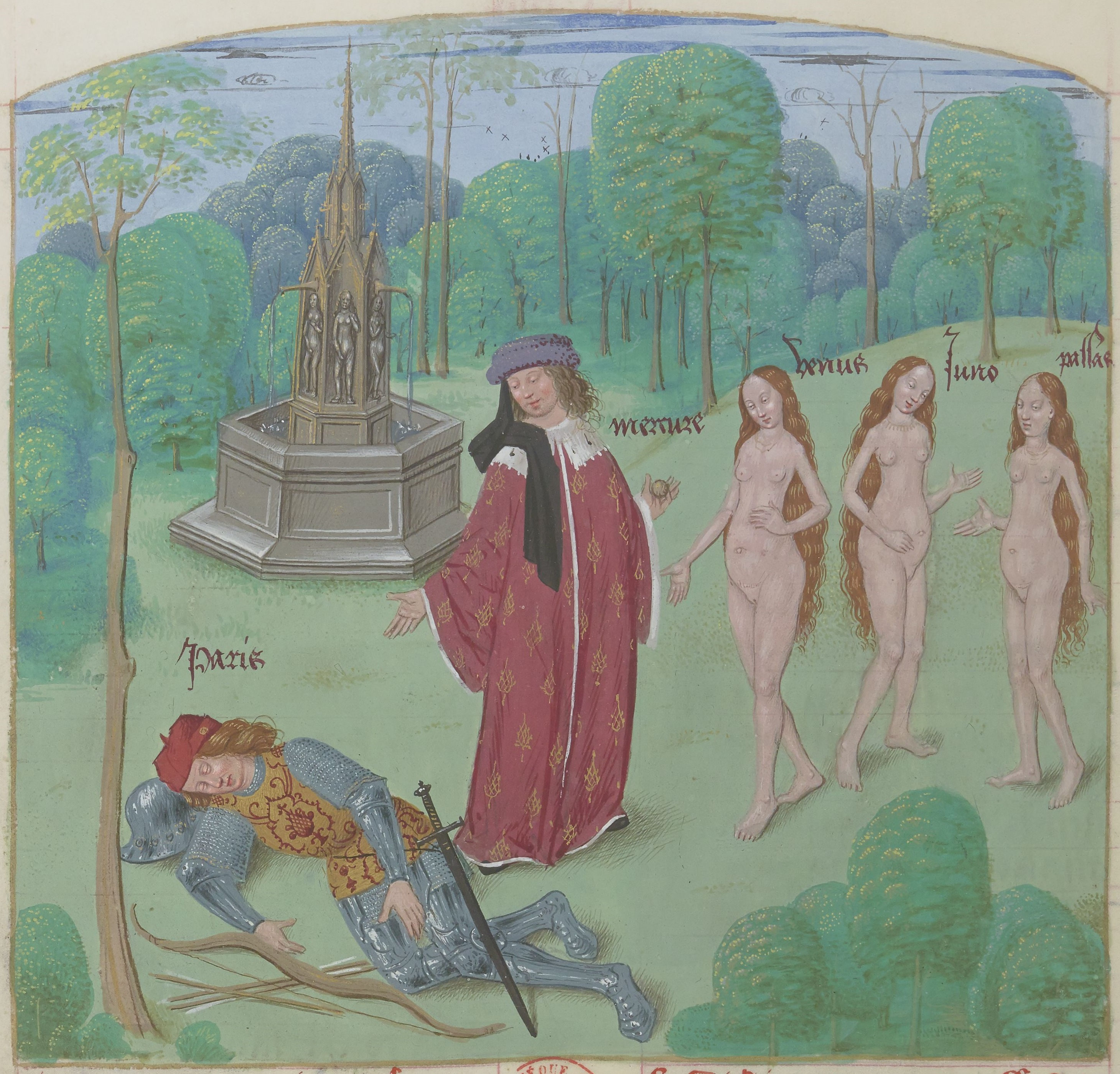
Maître d'Antoine Rolin, Jugement de Pâris, enluminure du Recueil des Hystoires de Troye par Raoul Le Fèvre, seconde moitié du XVe siècle, BnF
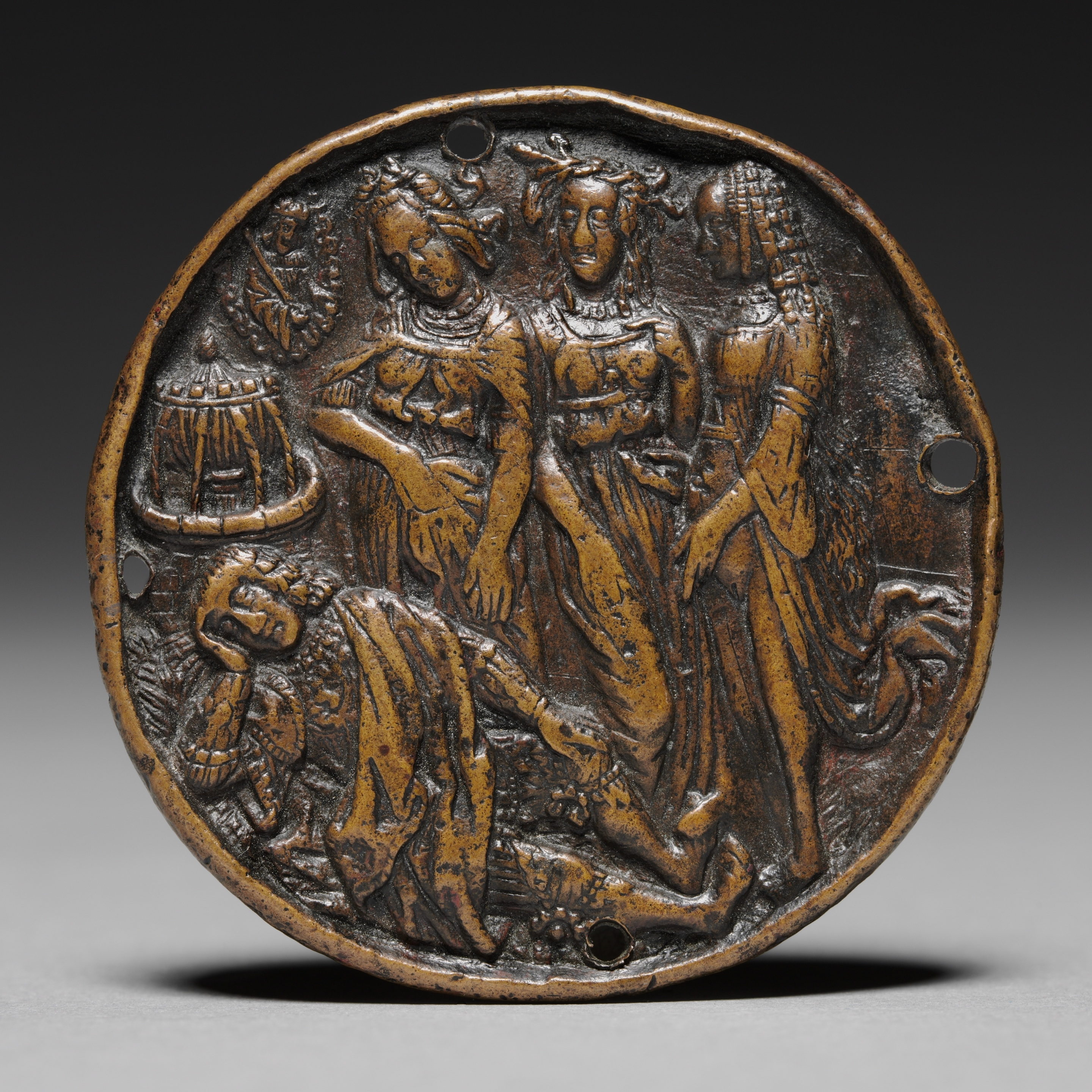
Médaille en bronze, Flandres ou Pays-Bas du Sud, fin du XVe siècle, Cleveland Museum of Art
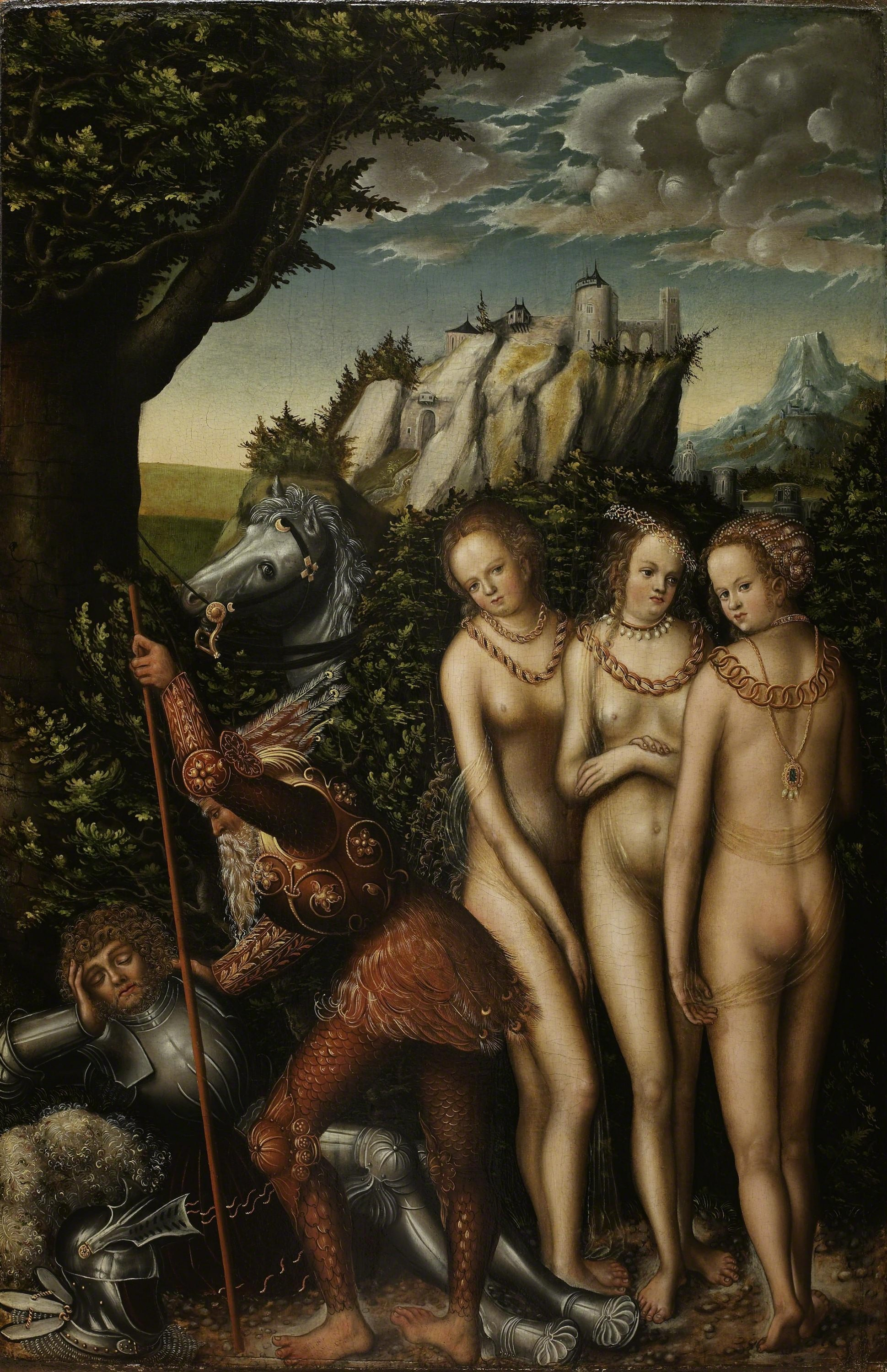
Lucas Cranach l'Ancien, Le Jugement de Pâris, huile sur panneau, vers 1517, Seattle Art Museum